# Радикоза II (Фрозиноне)
Радикоза II је насеље у Италији у округу Фрозиноне, региону Лацио.
Према процени из 2011. у насељу је живело 76 становника. Насеље се налази на надморској висини од 641 м.